# Хизель
Хизель (нем. Hisel) — община в Германии, в земле Рейнланд-Пфальц. 
Входит в состав района Айфель-Битбург-Прюм. Подчиняется управлению Битбург-Ланд.  Население составляет 13 человек (на 31 декабря 2010 года). Занимает площадь 2,13 км².